# Australysmus neboissi
Australysmus neboissi is een insect uit de familie watergaasvliegen (Osmylidae), die tot de orde netvleugeligen (Neuroptera) behoort. 
Australysmus neboissi is voor het eerst wetenschappelijk beschreven door New in 1983. De soort komt voor in Victoria (Australië).